# Xylonagra
Xylonagra é um género botânico pertencente à família Onagraceae.